# Ottenwalderia kymbalion
Ottenwalderia kymbalion is een vlokreeftensoort uit de familie van de Lysianassidae. De wetenschappelijke naam van de soort is voor het eerst geldig gepubliceerd in 1998 door Jaume & Wagner.